# Хрещенівська сільська рада
Хреще́нівська сільська́ ра́да — адміністративно-територіальна одиниця та орган місцевого самоврядування в Нововоронцовському районі Херсонської області. Адміністративний центр — село Хрещенівка.

## Загальні відомості
Хрещенівська сільська рада утворена в 1971 році.
- Територія ради: 298,6 км²
- Населення ради: 1 177 осіб (станом на 2001 рік)

## Населені пункти
Сільській раді підпорядковані населені пункти:
- с. Хрещенівка
- с-ще Ленінське
- с. Петрівка
- с. Шевченківка

## Склад ради
Рада складається з 16 депутатів та голови.
- Голова ради: Карнаухий Юрій Олександрович
- Секретар ради: Степура Роман Іванович

### Керівний склад попередніх скликань
| Прізвище, ім'я, по батькові  | Основні відомості                                                          | Дата обрання | Дата звільнення |
| ---------------------------- | -------------------------------------------------------------------------- | ------------ | --------------- |
| Карнаухий Юрій Олександрович | Сільський голова, 1979 року народження, член Соціалістичної партії України | 26.03.2006   | 31.10.2010      |
| Карнаухий Юрій Олександрович | Сільський голова, 1973 року народження, освіта вища, член Партії регіонів  | 31.10.2010   |                 |

Примітка: таблиця складена за даними сайту Верховної Ради України

### Депутати
За результатами місцевих виборів 2010 року депутатами ради стали:

#### За суб'єктами висування
| Суб'єкт висування                                       | Кількість обраних депутатів | %   |
| ------------------------------------------------------- | --------------------------- | --- |
| Партія регіонів                                         | 12                          | 75  |
| Комуністична партія України                             | 1                           | 6,3 |
| Політична партія Всеукраїнське об'єднання «Батьківщина» | 1                           | 6,3 |
| Самовисування                                           | 1                           | 6,3 |
| Соціалістична партія України                            | 1                           | 6,3 |

#### За округами
| № округу                                                | Прізвище, ім'я, по батькові       | Дата визнання обраним | Освіта             | Партійна приналежність             | Відомості про обраного депутата                      |
| ------------------------------------------------------- | --------------------------------- | --------------------- | ------------------ | ---------------------------------- | ---------------------------------------------------- |
| Комуністична партія України                             |                                   |                       |                    |                                    |                                                      |
| 14                                                      | Ноженко Наталя Іванівна           | 04.11.2010            | середня            | член Комуністичної партії України  | Хрещенівський будинок культури, техпрацівниця        |
| Партія регіонів                                         |                                   |                       |                    |                                    |                                                      |
| 1                                                       | Веселовський Владислав Сергійович | 04.11.2010            | середня            | позапартійний                      | тимчасово не працює                                  |
| 2                                                       | Горб Микола Анатолійович          | 04.11.2010            | середня            | член Партії регіонів               | тимчасово не працює                                  |
| 3                                                       | Горб Олексій Миколайович          | 04.11.2010            | середня            | член Партії регіонів               | тимчасово не працює                                  |
| 4                                                       | Бугайов Сергій Вікторович         | 04.11.2010            | вища               | член Партії регіонів               | Хрещенівська сільська рада, землевпорядник           |
| 5                                                       | Сидорук Василь Михайлович         | 04.11.2010            | середня            | позапартійний                      | тимчасово не працює                                  |
| 7                                                       | Кислиця Валентин Іванович         | 04.11.2010            | середня спеціальна | член Партії регіонів               | пенсіонер                                            |
| 8                                                       | Березка Тамара Миколаївна         | 04.11.2010            | середня спеціальна | член Партії регіонів               | Хрещенівський дитячий навчальний заклад, завідувачка |
| 9                                                       | Степура Роман Іванович            | 04.11.2010            | вища               | позапартійний                      | Хрещенівська сільська рада, секретар                 |
| 12                                                      | Віхренко Оксана Анатоліївна       | 04.11.2010            | вища               | член Партії регіонів               | тимчасово не працює                                  |
| 13                                                      | Бурмага Наталія Вікторівна        | 04.11.2010            | середня            | член Партії регіонів               | тимчасово не працює                                  |
| 15                                                      | Драй Микола Миколайович           | 04.11.2010            | середня            | позапартійний                      | тимчасово не працює                                  |
| 16                                                      | Лисак Альона Василівна            | 04.11.2010            | середня спеціальна | позапартійна                       | Хрещенівська сільська рада, касир                    |
| Політична партія Всеукраїнське об'єднання «Батьківщина» |                                   |                       |                    |                                    |                                                      |
| 6                                                       | Ніколенко Наталія Григорівна      | 04.11.2010            | вища               | позапартійна                       | Хрещенівський дитячий навчальний заклад, вихователь  |
| Соціалістична партія України                            |                                   |                       |                    |                                    |                                                      |
| 11                                                      | Гринішин Вячеслав Володимирович   | 04.11.2010            | середня            | член Соціалістичної партії України | тимчасово не працює                                  |
| Самовисування                                           |                                   |                       |                    |                                    |                                                      |
| 10                                                      | Гончарук Ігор Олександрович       | 04.11.2010            | середня            | позапартійний                      | тимчасово не працює                                  |

## Населення
Згідно з переписом УРСР 1989 року чисельність наявного населення сільської ради становила 1165 осіб, з яких 539 чоловіків та 626 жінок.
За переписом населення України 2001 року в сільській раді мешкало 1125 осіб.

### Мова
Розподіл населення за рідною мовою за даними перепису 2001 року:
| Мова       | Відсоток |
| ---------- | -------- |
| українська | 95,75 %  |
| російська  | 3,65 %   |
| білоруська | 0,25 %   |
| болгарська | 0,08 %   |
| молдовська | 0,08 %   |
| польська   | 0,08 %   |